# Tîsoveț, Skole
Tîsoveț (în ucraineană Тисовець) este un sat în comuna Kozova din raionul Skole, regiunea Liov, Ucraina.

## Demografie
Componența lingvistică a localității Tîsoveț
     Ucraineană (96,18%)
     Rusă (3,82%)
Conform recensământului din 2001, majoritatea populației localității Tîsoveț era vorbitoare de ucraineană (96,18%), existând în minoritate și vorbitori de rusă (3,82%).